# Komplementbyggnad
Komplementbyggnad är en byggnad som är komplement (tillägg) till en annan. I den svenska Plan- och bygglagen definieras komplementbyggnad som "fristående uthus, garage och andra mindre byggnader" som hör till ett småhus. Små växthus, friggebodar är exempel. Eftersom en komplementbyggnad är just ett komplement krävs det att det finns en större byggnad (huvudbyggnad) på fastigheten.